# Akiko Itoyama
Nihongo Akiko Itoyama (絲山 秋子|Itoyama Akiko), (nacida en Setagaya, Tokio el 22 de noviembre de 1966) es una novelista japonesa, que ganó el 143.er Akutagawa Prize.

## Biografía
Después de graduarse en el Shinjuku High School y en la Facultad de Ciencias Políticas y Económicas, Universidad de Waseda, trabajó como vendedora de una empresa de artículos para el hogar y, como es común en la vida corporativa japonesa, fue transferida a varias localidades. El tratamiento para la psicosis cíclica le llevó a escribir. 
Sus trabajos, que se centran en las relaciones humanas, han sido nominados y han recibido premios literarios. Recibió el 96.º Bungakukai New Face Award y una nominación para el 129.º Akutagawa Prize por su primer volumen, Sólo es charla, en 2003. Después de tres nominaciones consecutivas, finalmente ganó el Premio Akutagawa en enero de 2006. Ha sido alabada por su habilidad para describir los escenarios provinciales y representar los acentos y dialectos regionales, reflejando la imagen de los personajes, aunque ella es de Tokio. Explica que los aprendió a través de varios viajes de la compañía por todo Japón.
Una traducción de Esperando en la lontananza (Oki de Matsu) aparenció en edición en línea en marzo de 2007 (Words Without Borders). Se publicó una traducción al inglés de Es sólo charla en The Japan Times, en marzo de 2009.

## Obras
- イッツ・オンリー・トーク Es sólo charla, ganó el 96.º Bungakukai New Face Award, nominado al 129º Akutagawa Prize. Se creó una película con el mismo título basada en su novela. ISBN 4-16-322630-3
- 海の仙人 Umi no Sennin (Ermitaño de Mar), nominado al 130.º Akutagawa Prize, también ganó el Minister of Education and Science's Art Encouragement Prize for New Artists, en formato libro.  ISBN 4-10-466901-6
- 袋小路の男 Fukurokoji no Otoko (Honbre en la calle sin salida), ganó el 30.º Kawabata Yasunari Prize. ISBN 4-06-212618-4
- 勤労感謝の日 Kinro Kansha no Hi (Día de Acción de Gracias), nominado al 131.er Akutagawa Prize, incluyendo el libro 沖で待つ.
- 逃亡くそたわけ Tobo Kusotawake (trad. en 2013 por Charles De Wolf como en Búsqueda de Lavanda), nominado al 133.er Naoki Prize y New Face Award de 27º Noma Prize por Literatura. ISBN 4-12-003614-6
- スモールトーク Smalltalk ISBN 4-544-04099-X
- ニート NEET, se asienta en la NEET. ISBN 4-04-873643-4
- 沖で待つ Oki de Matsu (trad. de 2007 por Charles De Wolf como Esperando en Alta Mar), ganó el 134º Akutagawa Prize. ISBN 4-16-324850-1